# Breno Rodrigues da Silva
Breno Washington Rodrigues da Silva (Santana, Brasil; 1 de septiembre de 2000), conocido solo como Breno, es un futbolista brasileño. Juega de centrocampista.

## Trayectoria
Breno comenzó su carrera en el Goiás, debutando en el primer equipo el 22 de septiembre de 2019 ante Fluminense por el Campeonato Brasileño de Serie A.
Tras tres temporadas en Goiás, el centrocampista fichó en el Botafogo.

## Estadísticas
Actualizado al último partido disputado el 13 de julio de 2023.
| Club              | Div.          | Temporada     | Liga  | Liga  | Estatal | Estatal | Copas nacionales | Copas nacionales | Copas internacionales | Copas internacionales | Total | Total |
| Club              | Div.          | Temporada     | Part. | Goles | Part.   | Goles   | Part.            | Goles            | Part.                 | Goles                 | Part. | Goles |
| ----------------- | ------------- | ------------- | ----- | ----- | ------- | ------- | ---------------- | ---------------- | --------------------- | --------------------- | ----- | ----- |
| Goiás · Brasil    | 1.ª           | 2019          | 11    | 0     | 4       | 0       | 0                | 0                | —                     | —                     | 15    | 0     |
| Goiás · Brasil    | 1.ª           | 2020          | 29    | 0     | 6       | 0       | 3                | 0                | 0                     | 0                     | 38    | 0     |
| Goiás · Brasil    | 2.ª           | 2021          | 14    | 0     | 5       | 0       | 1                | 0                | —                     | —                     | 20    | 0     |
| Goiás · Brasil    | Total club    | Total club    | 54    | 0     | 15      | 0       | 4                | 0                | 0                     | 0                     | 73    | 0     |
| Botafogo · Brasil | 1.ª           | 2022          | 0     | 0     | 10      | 1       | 0                | 0                | —                     | —                     | 10    | 1     |
| Botafogo · Brasil | 1.ª           | 2023          | 1     | 0     | 0       | 0       | 0                | 0                | 1                     | 0                     | 2     | 0     |
| Botafogo · Brasil | Total club    | Total club    | 1     | 0     | 10      | 1       | 0                | 0                | 1                     | 0                     | 12    | 1     |
| Total carrera     | Total carrera | Total carrera | 55    | 0     | 25      | 1       | 4                | 0                | 1                     | 0                     | 85    | 1     |